# 埼玉県道114号川越越生線

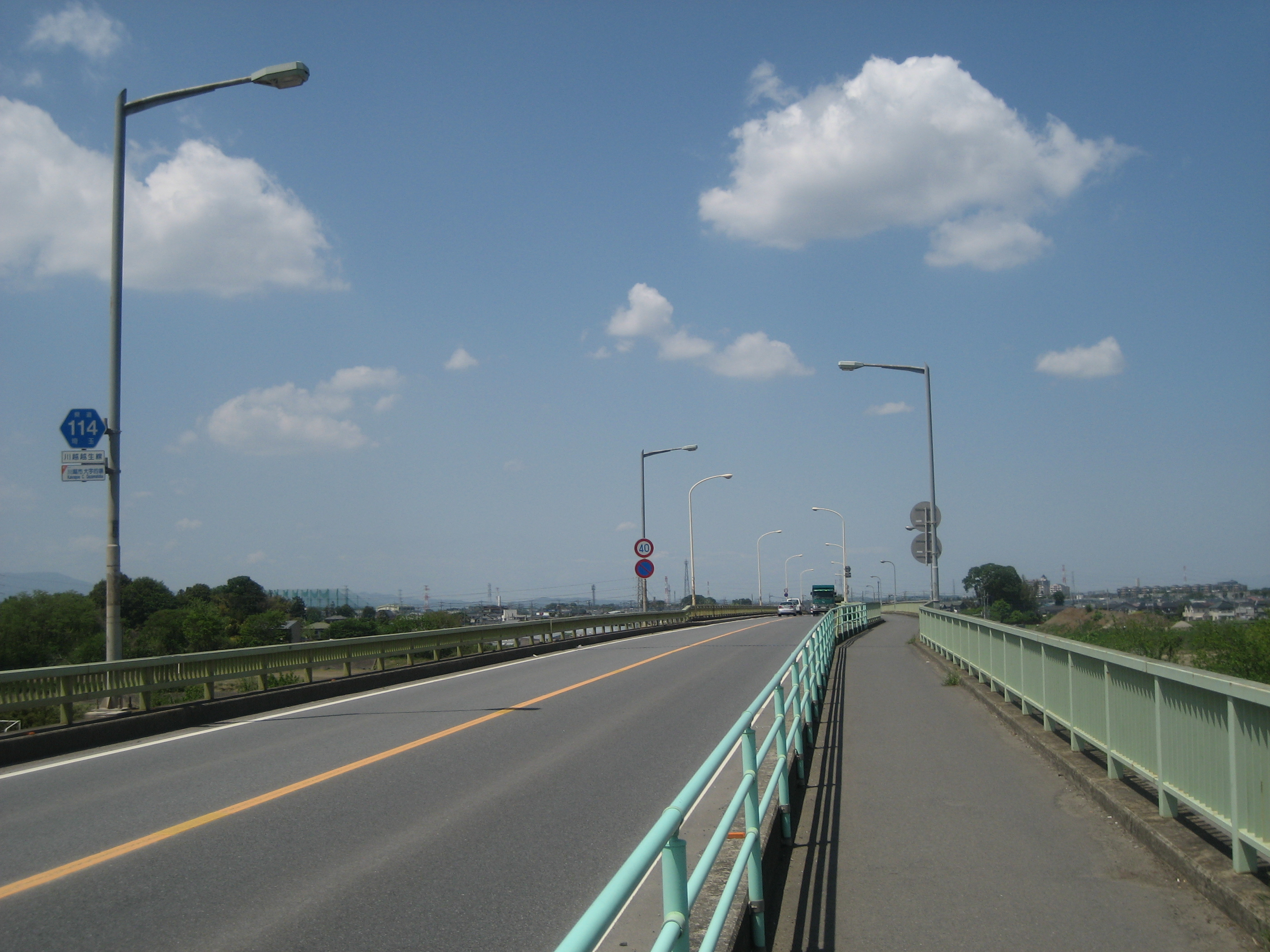
川越市八瀬大橋付近

埼玉県道114号川越越生線（さいたまけんどう114ごう かわごえおごせせん）は、埼玉県川越市から鶴ヶ島市、坂戸市、入間郡毛呂山町を経由して越生町までを結ぶ一般県道。本線は概ね往復2車線であるが、鶴ヶ島市内に往復4車線の支線を有する。

## 概要
鶴ヶ島市内の「新川越越生線」として計画され一部供用している区間を除き、全区間2車線。
川越市内の区間が大きく回り道をするような線形になっており、また一部に狭隘区間がある。
起点から入間川にかかる八瀬大橋までの狭隘区間を避ける形で、川越市大袋新田交差点（国道16号交点）から直線的に八瀬大橋までを結ぶ新道が作られている（片側1車線、幅員18m）。
支線として、鶴ヶ島市松ヶ丘2丁目地内の川鶴けやき通りと本線との交差点より、圏央鶴ヶ島インターチェンジを経由して国道407号バイパス「高倉」交差点までの区間が指定されている。このうち、坂戸都市計画道路川越鶴ヶ島線の区間は全線4車線（幅員25m）で整備されており、将来的には「新川越越生線」として川越市笠幡地区を経由し、国道16号大袋新田まで一本道で結ぶ、実質的な当県道のバイパス道路整備計画が検討されている。ただし、2024年現在鶴ヶ島川越市境より川越市側（笠幡地区）には概成の道路や決定された都市計画、及び道路事業計画は一切存在しない。このような事情のため、当該都市計画道路区間より川鶴方面へは直角の急カーブを介して別の都市計画道路と接続するような形になっており、通行には十分注意を要する。
支線部については道路法第十七条第二項の規定に基づき鶴ヶ島市が特例管理を行なっている区間を含む。

## 起点・終点
- 起点：埼玉県川越市大字大袋新田 国道16号交差点 （大袋新田交差点）
- 終点：埼玉県入間郡越生町大字上野 埼玉県道30号飯能寄居線交差点 （上野交差点）
- 距離：約20km （重複区間含む）

## 地理

### 通過する自治体
- 埼玉県
  - 川越市
  - 鶴ヶ島市
  - 坂戸市
  - 入間郡
    - 毛呂山町
    - 越生町

### 交差する道路
| 交差する道路                   | 交差する道路                 | 交差点名         | 所在地   | 所在地       |
| ------------------------------ | ---------------------------- | ---------------- | -------- | ------------ |
| 国道16号                       | 国道16号                     | 大袋新田         | 川越市   | 大字大袋新田 |
| 埼玉県道260号鯨井狭山線        | 本線                         | 的場上           | 川越市   | 大字的場     |
| 埼玉県道15号川越日高線         | 埼玉県道15号川越日高線       | 的場             | 川越市   | 大字的場     |
| 本線                           | 埼玉県道260号鯨井狭山線      | 上戸             | 川越市   | 大字上戸     |
| 国道407号（坂戸バイパス）      | 国道407号（坂戸バイパス）    | 鶴ヶ島市役所入口 | 鶴ヶ島市 | 大字三ツ木   |
| 埼玉県道74号日高川島線         | 埼玉県道74号日高川島線       | 一本松           | 坂戸市   | 大字森戸     |
| 埼玉県道39号川越坂戸毛呂山線   | 埼玉県道39号川越坂戸毛呂山線 | 川角農協前       | 毛呂山町 | 大字川角     |
| 埼玉県道39号川越坂戸毛呂山線   |                              |                  | 毛呂山町 | 大字前久保   |
|                                | 埼玉県道343号岩殿岩井線      | 沢田             | 毛呂山町 | 大字岩井     |
| 埼玉県道30号飯能寄居線バイパス |                              |                  | 毛呂山町 | 大字岩井     |
| 埼玉県道30号飯能寄居線         | 埼玉県道30号飯能寄居線       | 上野             | 越生町   | 大字上野     |

### 重複する区間
- 埼玉県道260号鯨井狭山線（川越市大字的場「的場上交差点」 - 大字上戸「上戸丁字路」）
- 埼玉県道39号川越坂戸毛呂山線（毛呂山町大字川角「川角農協前交差点」 - 大字前久保）

### 交差する鉄道と河川
- 入間川（八瀬大橋）
- JR川越線
- 東武東上線
- 小畔川（金堀橋）
- 東武越生線
- 高麗川（万年橋）
- JR八高線

### 沿線の主な施設
| 施設                       | 所在地         |
| -------------------------- | -------------- |
| 武蔵野総合病院             | 川越市         |
| JR的場駅                   | 川越市         |
| 霞ヶ関駅                   | 川越市         |
| 東京国際大学               | 川越市         |
| 川越市西文化会館           | 川越市         |
| 東洋大学                   | 川越市         |
| 鶴ヶ島市役所               | 鶴ヶ島市       |
| 西入間警察署高倉交番       | 鶴ヶ島市       |
| 鶴ヶ島市立鶴ヶ島第一小学校 | 鶴ヶ島市       |
| 鶴ヶ島市保健センター       | 鶴ヶ島市       |
| 鶴ヶ島市西中学校           | 鶴ヶ島市       |
| 一本松駅                   | 鶴ヶ島市       |
| （旧：毛呂山高等学校）     | 入間郡毛呂山町 |
| 毛呂山町立川角小学校       | 入間郡毛呂山町 |
| 西入間消防署               | 入間郡毛呂山町 |
| 武蔵越生高等学校           | 入間郡越生町   |
| 武州唐沢駅                 | 入間郡越生町   |

## ギャラリー

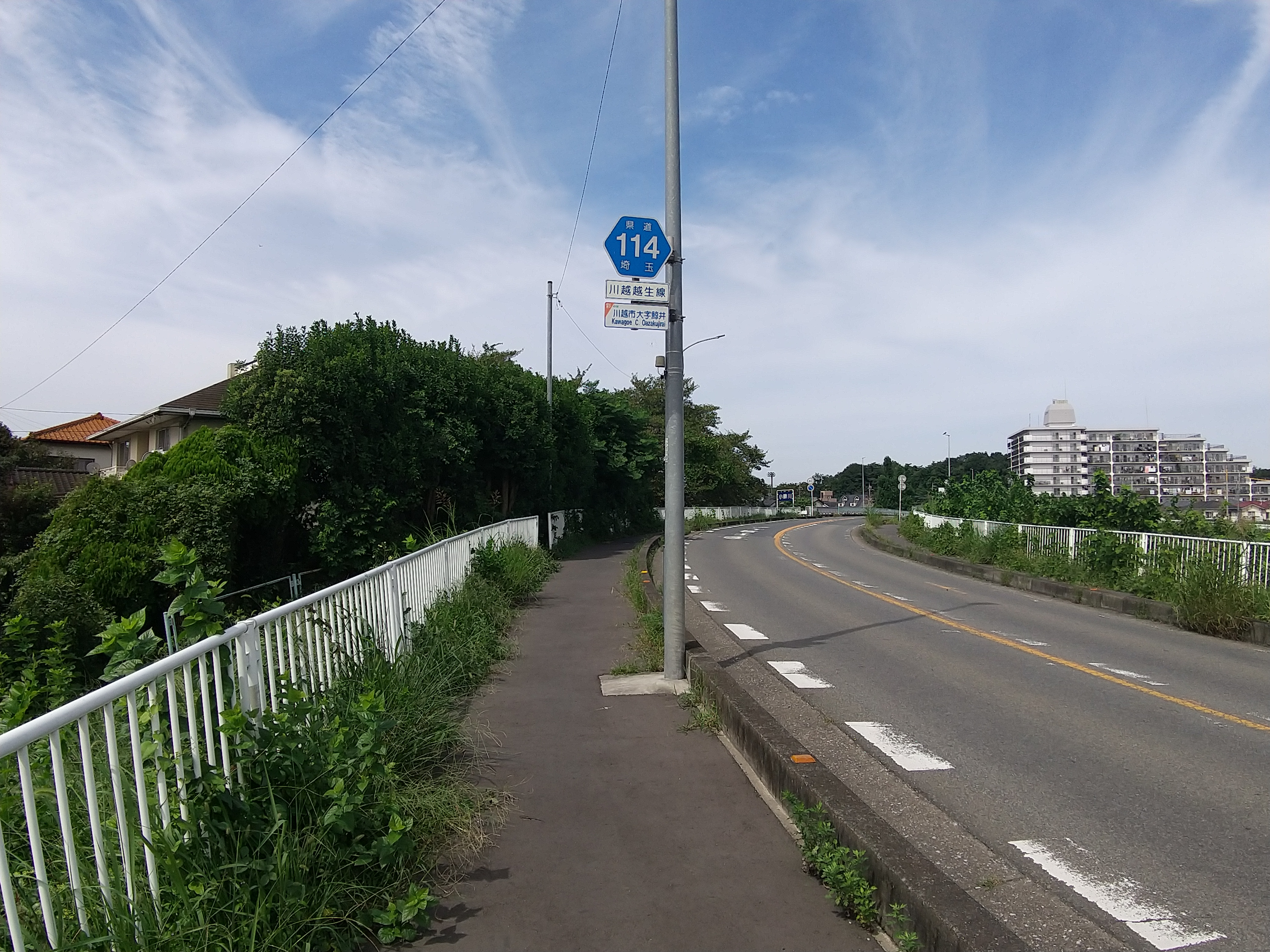
川越市鯨井付近
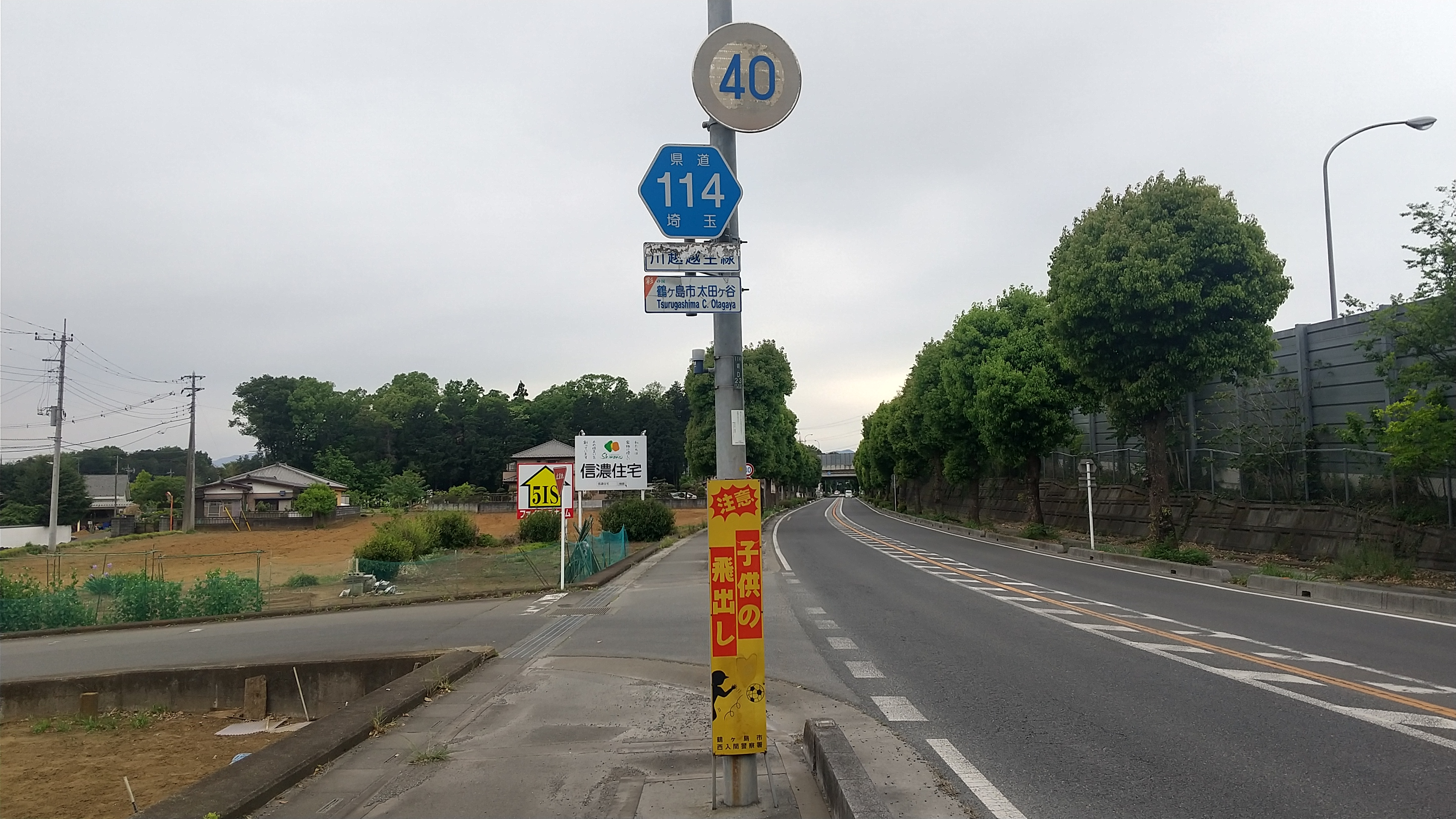
鶴ヶ島市太田ヶ谷付近
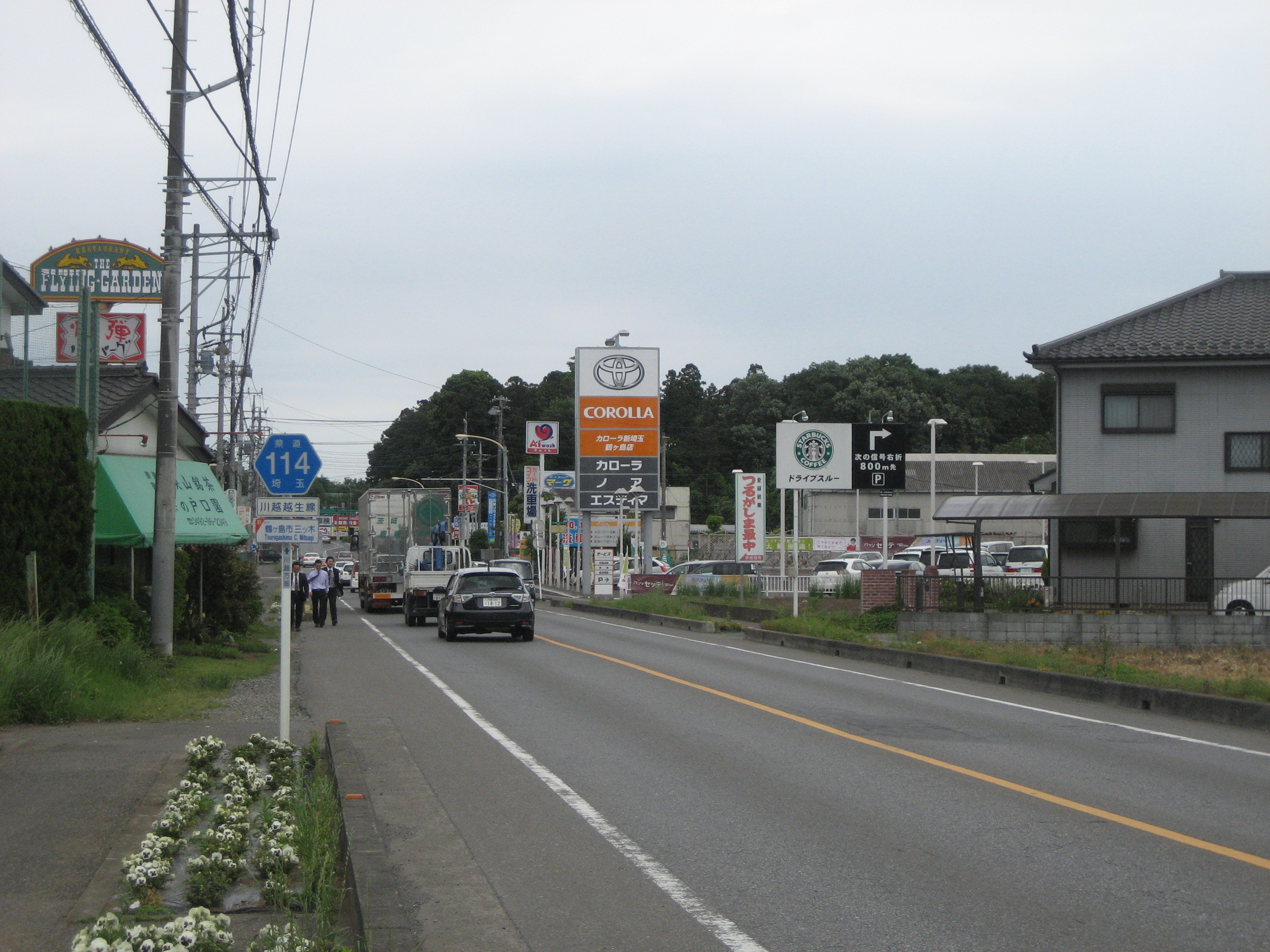
鶴ヶ島市三ツ木付近